# Popelín (stacja kolejowa)
Popelín – stacja kolejowa w miejscowości Popelín, w kraju południowoczeskim, w Czechach. Znajduje się na linii 225 Havlíčkův Brod – Veselí nad Lužnicí, na wysokości 595 m n.p.m..  

## Linie kolejowe
- 225: Havlíčkův Brod – Veselí nad Lužnicí